# Fernschreiber

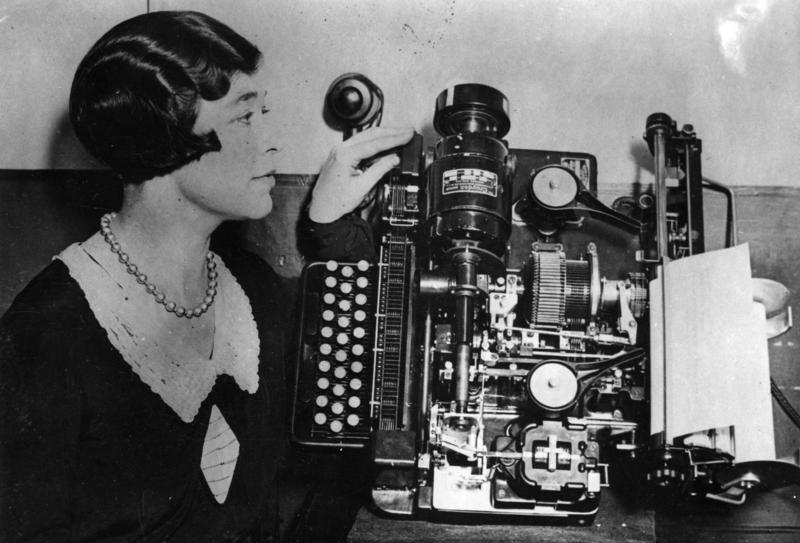
Creed Model 7 Teleprinter, ab 1931 in England

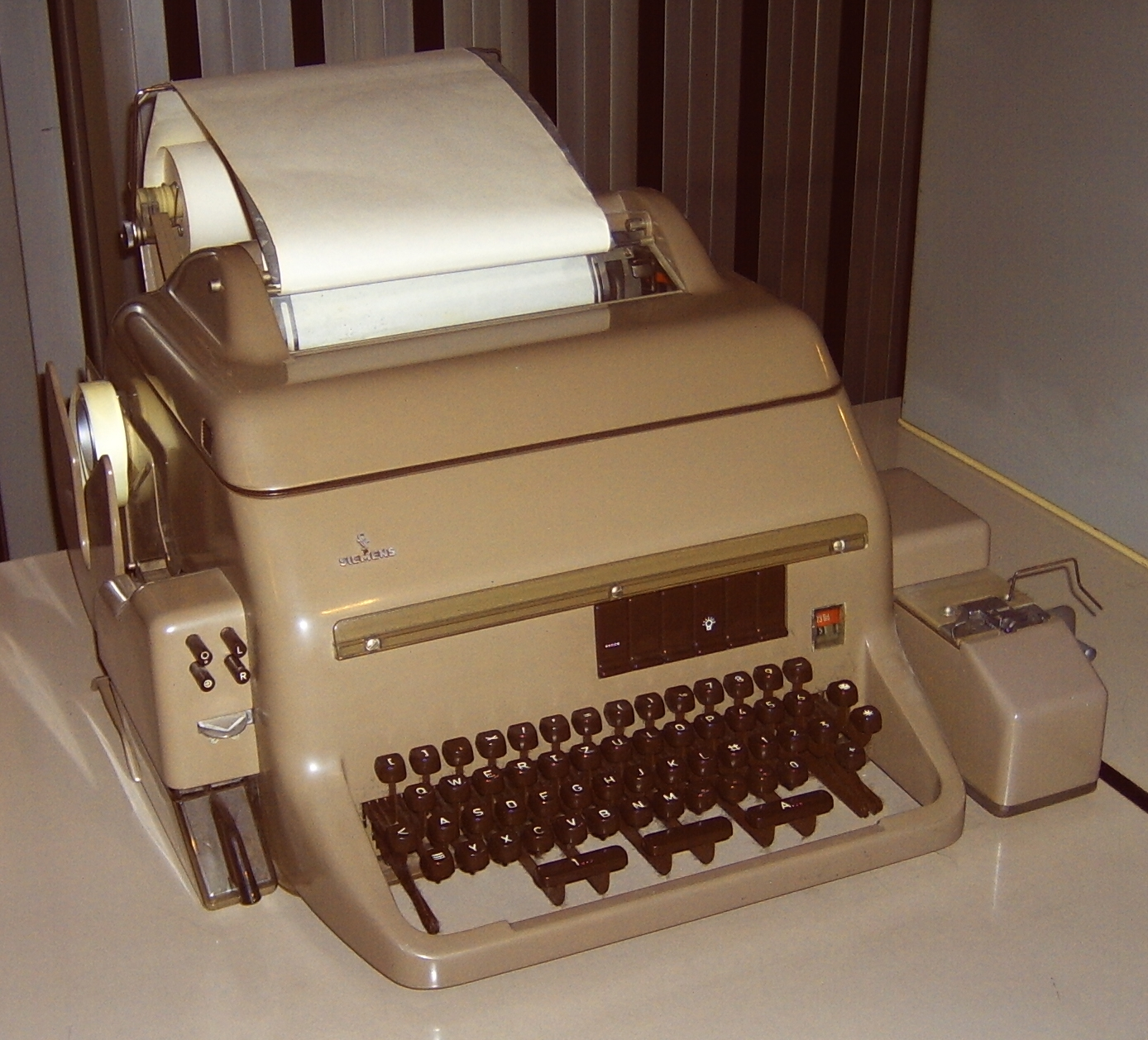
Siemens Fernschreiber 100 (T100); eingeführt im Jahre 1958; weitere Informationen in der Bildbeschreibung

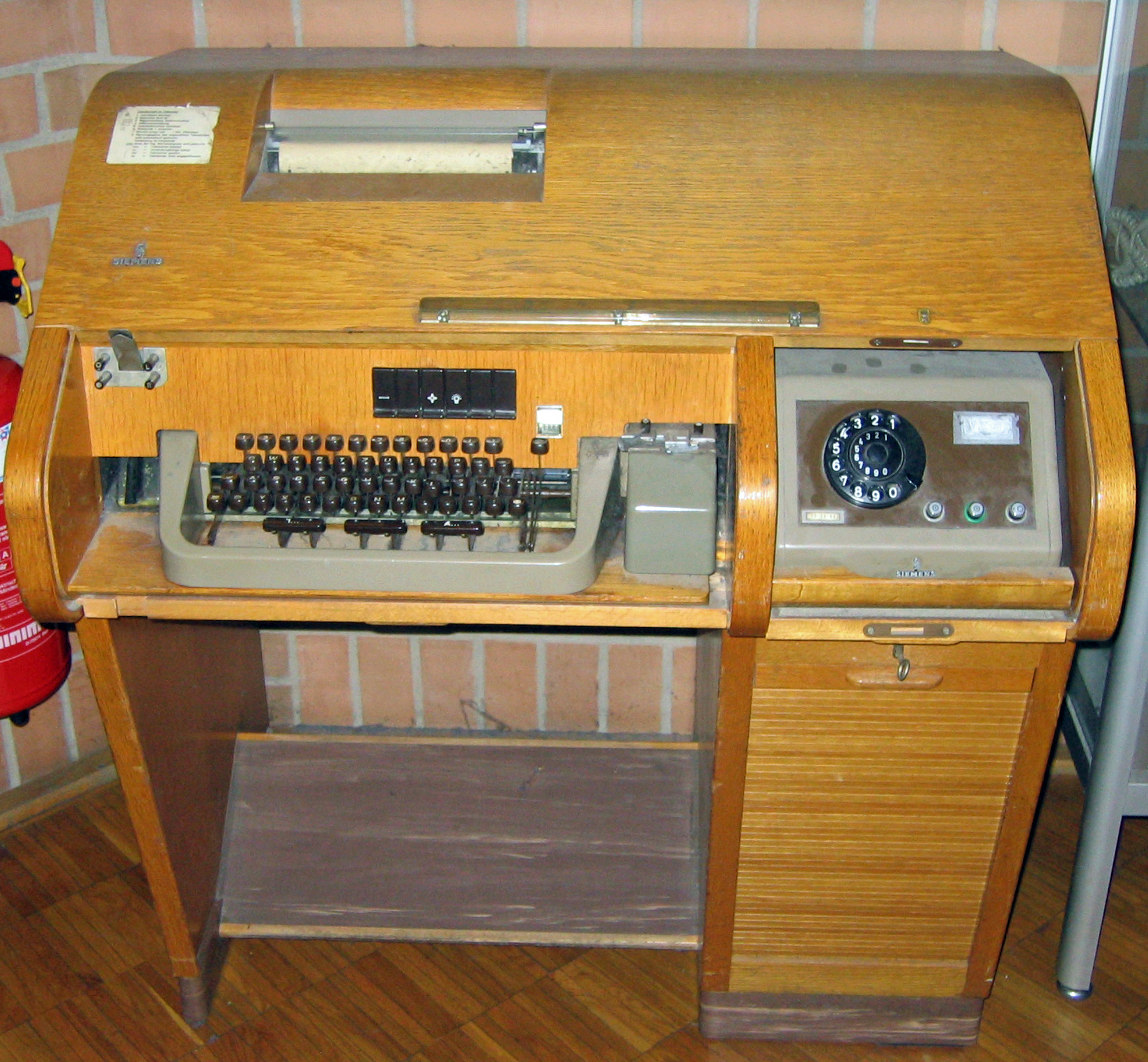
Fernschreiber (Siemens T100)

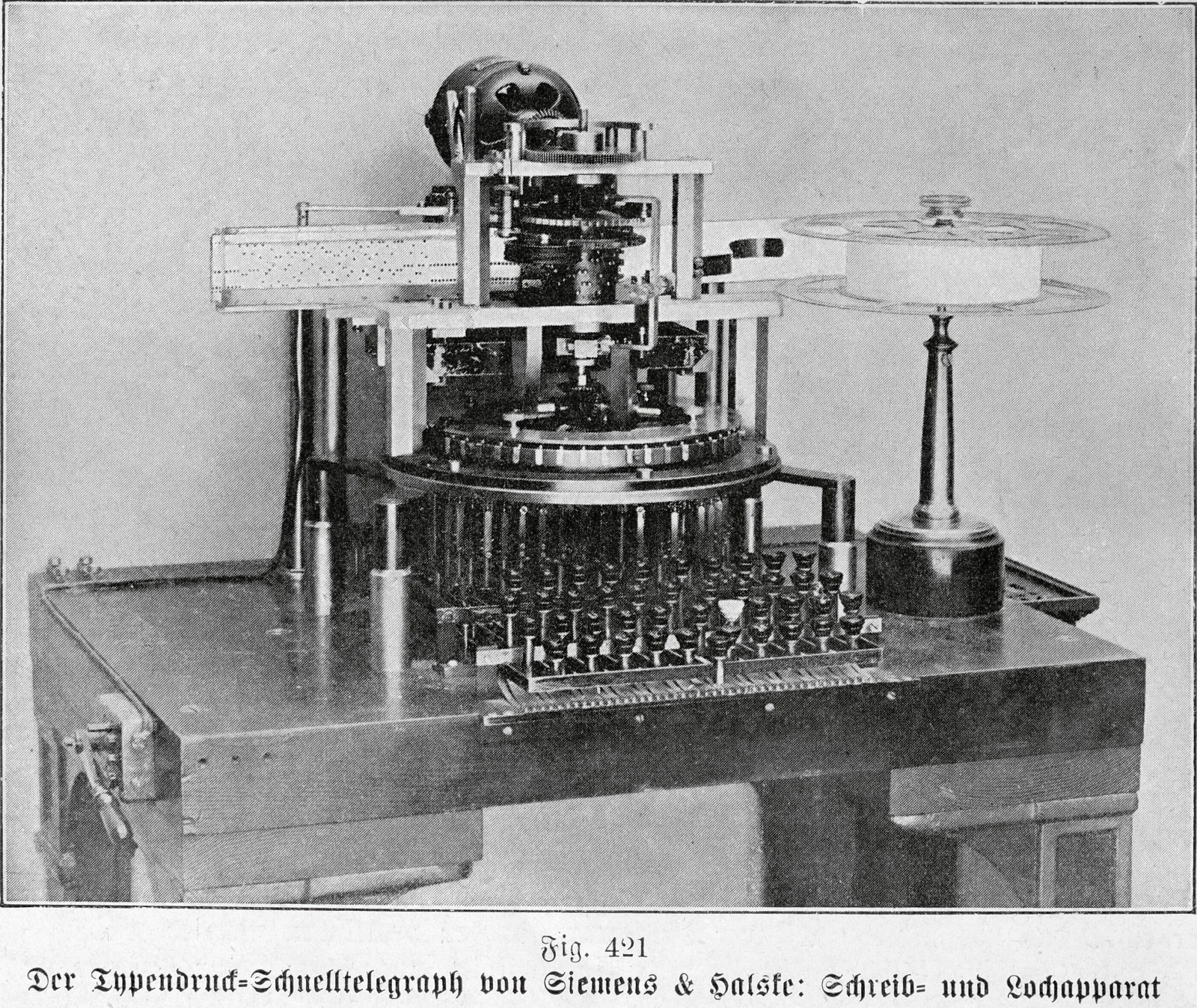
Typendruck-Schnelltelegraf von
Siemens & Halske: Schreib- und Lochapparat, 1905

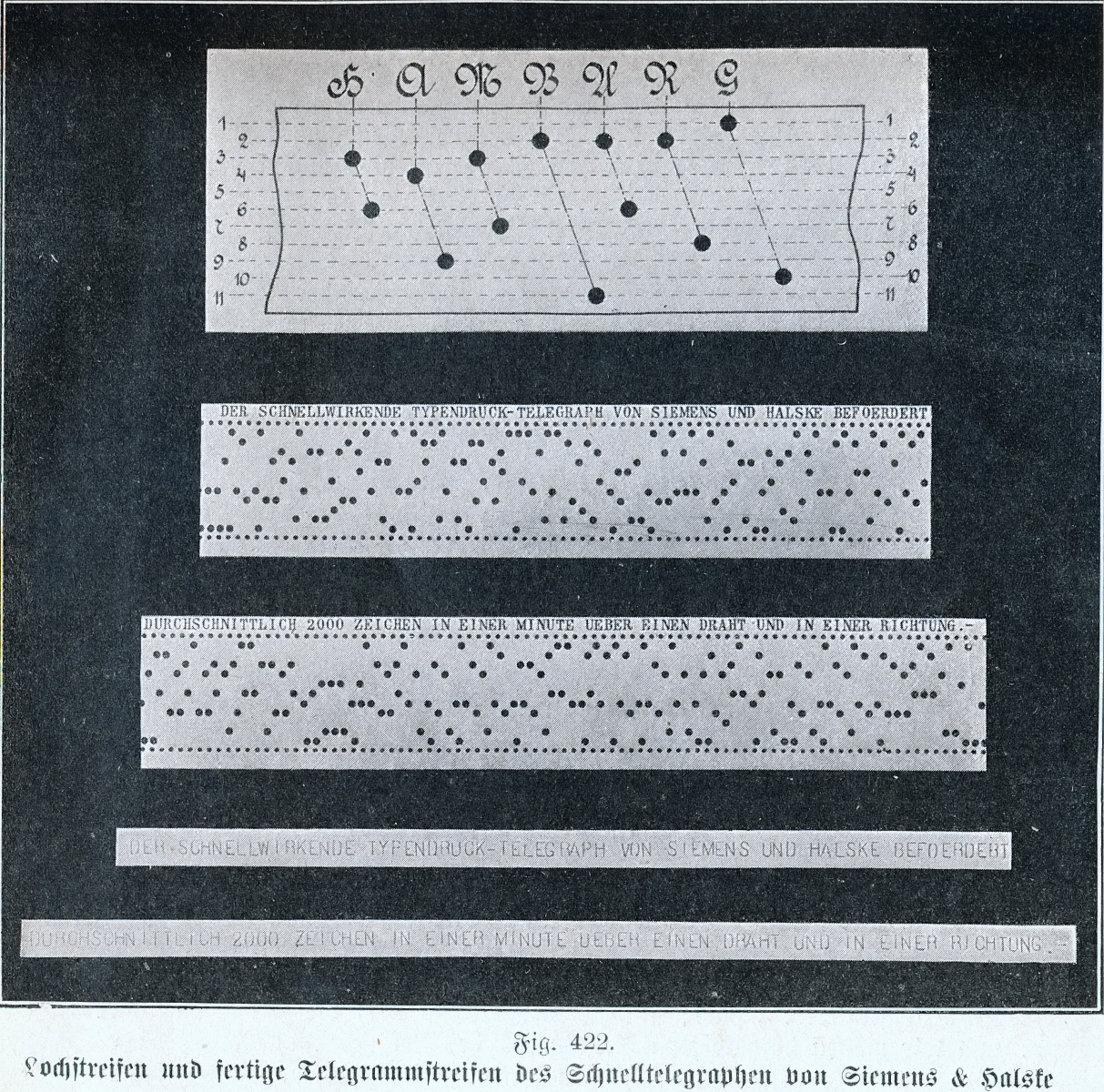
Typendruck-Schnelltelegraf von
Siemens & Halske: Lochstreifen, 1905

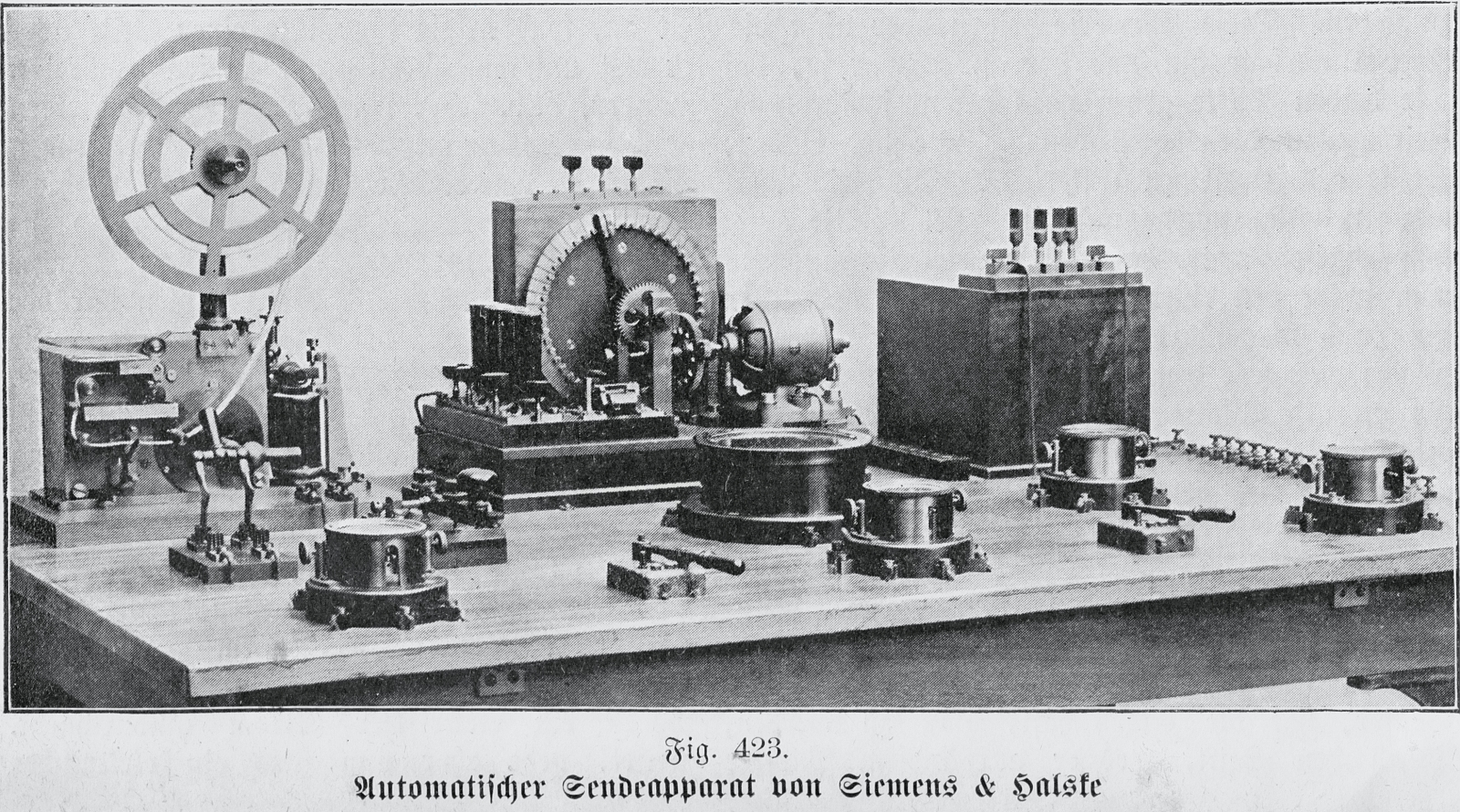
Typendruck-Schnelltelegraf von
Siemens & Halske: Lochstreifenleser und Sendeapparat, 1905

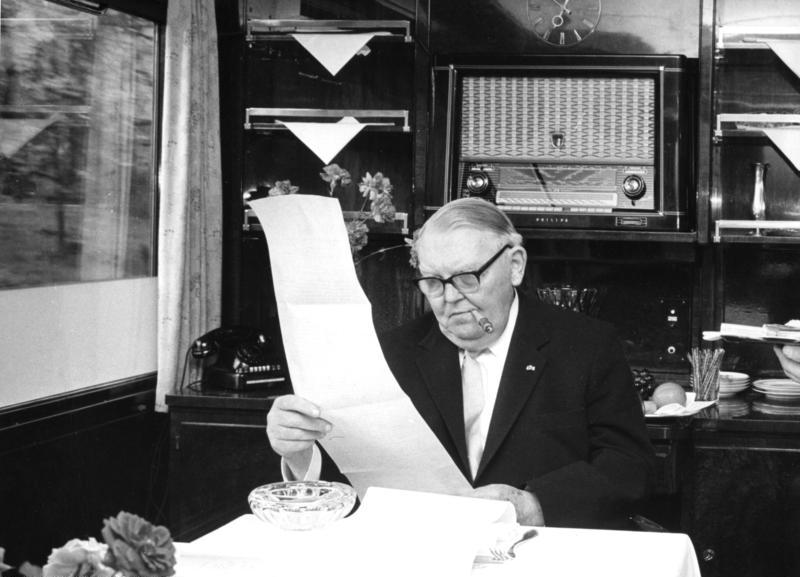
Bundeskanzler Erhard liest ein Fernschreiben

Ein Fernschreiber, auch Fernschreibmaschine, Fernschreibapparat, Fernschreibgerät oder umgangssprachlich Telex (nach dem Telex-Netz) genannt, ist ein Telegrafie-Gerät zur Übermittlung von Nachrichten in Schriftform mittels elektrischer Signale. Im Englischen heißt das Gerät Teletypewriter. (Dagegen ist Teletype ein Warenzeichen der Teletype Corporation.) Davon abgeleitet sind die Bezeichnungen RTTY (Radioteletypewriting) für Funkfernschreiben und TTY für serielle Schnittstellentreiber in Computer-Betriebssystemen.
Als Vorgänger können Morsegeräte und der von Siemens & Halske entwickelte Zeigertelegraf gelten. Den Zweck des Fernschreibers erfüllt auch der Hellschreiber und das Faxgerät.

## Ein- und Ausgabe

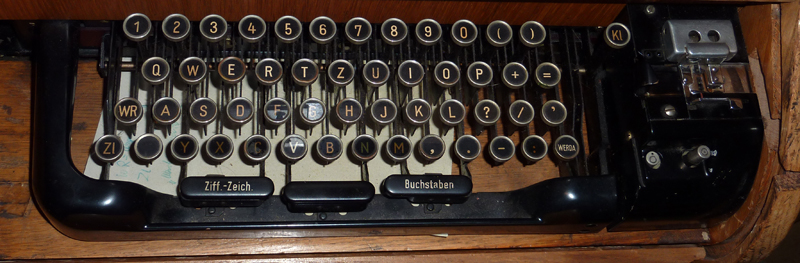
Tastatur eines Blattschreibers

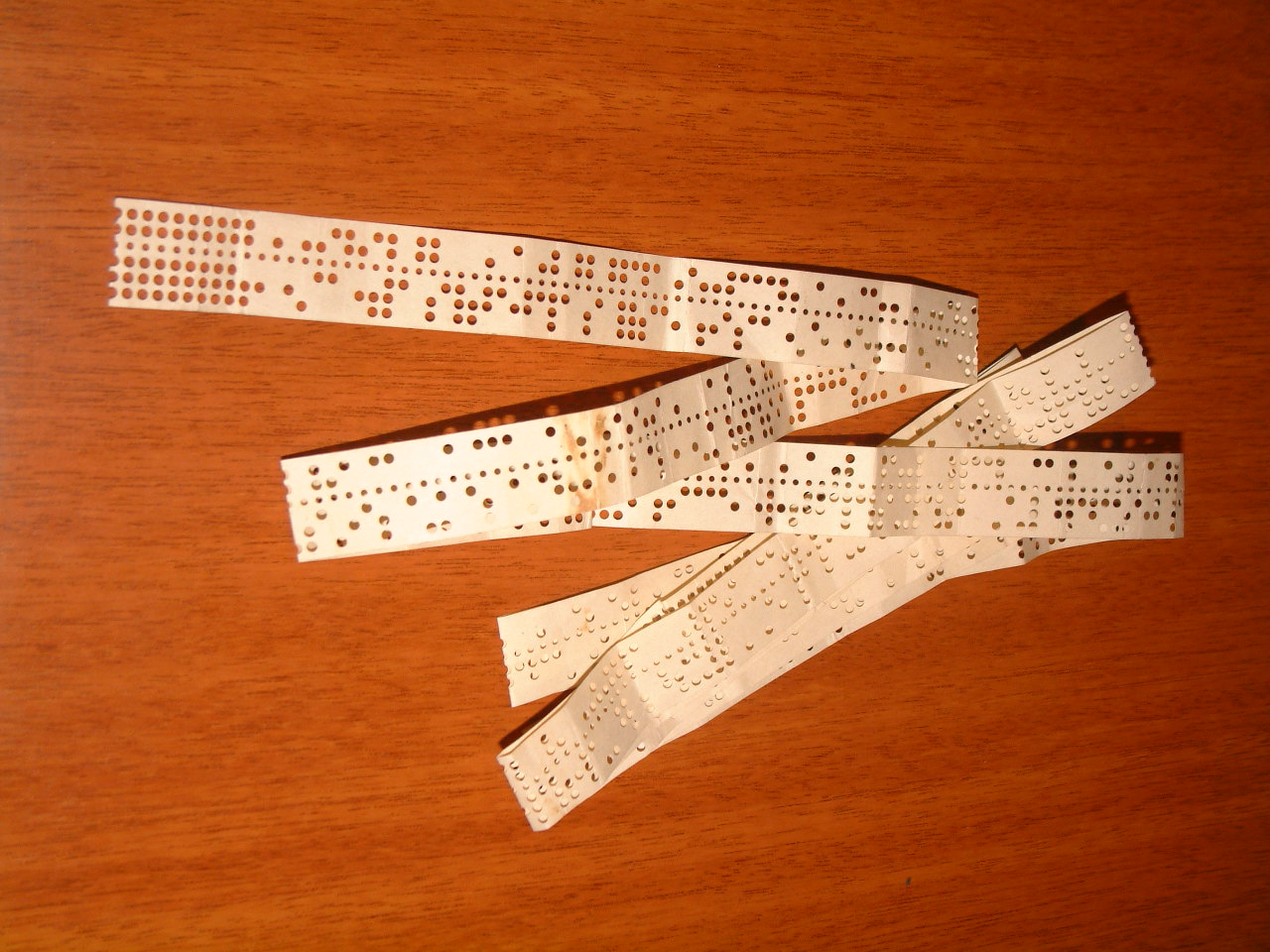
5-Kanal-Lochstreifen als Eingabe-, Ausgabe- und Speichermedium

Ein Fernschreiber ähnelt äußerlich einer Schreibmaschine, wobei die Tastatur, die die Sendeeinheit beinhaltet, und das Druckwerk, das den Empfänger beherbergt, unabhängig voneinander arbeiten, jedoch in der Regel in Reihe geschaltet betrieben werden, um das auf der eigenen Seite Geschriebene lesen zu können. Modernere mechanische und elektronische Fernschreiber verfügen darüber hinaus über Einrichtungen, die dem Empfänger signalisieren, wenn das empfangene Zeichen lokal gesendet wurde. Der Empfänger hebt dann eine der Richtungen farblich hervor (z. B. rot für den gesendeten Text).
Zur Ausstattung des Fernschreibers gehören oft ein Lochstreifenleser und Lochstreifenstanzer, um vorbereitete Texte mittels eines Lochstreifens mit maximaler Geschwindigkeit übertragen und so die Verbindungsdauer kurz zu halten oder Textbausteine speichern zu können. Seit den 1980er Jahren werden auch elektronische Speichermedien benutzt.
Man unterscheidet Blattschreiber und Streifenschreiber. Blattschreiber geben den Text wie eine Schreibmaschine auf einer Endlosrolle in der Breite eines üblichen Briefes (z. B. DIN A4) aus. Streifenschreiber hingegen geben den Text auf einem in der Regel 9,5 mm breiten Papierstreifen aus. Diese Streifenschreiber wurden anfangs Springschreiber genannt. So hat der Telegrammdienst der Deutschen Bundespost z. B. Streifenschreiber und Blattschreiber eingesetzt.

## Übertragungsverfahren
Fernschreiber verwenden eine sequenzielle digitale asynchrone Datenübertragung mit Start- und Stoppbits und nutzen meist einen 5-Bit-Code, das Internationale Telegrafenalphabet Nr. 2 (kurz CCITT-2, ITA2 oder Baudot-Murray-Code). Dieser Code beschränkt den zur Verfügung stehenden Zeichensatz auf 32 Zeichen (25=32). Zur Übertragung von Buchstaben, Ziffern und Sonderzeichen ist der Code auf zwei Ebenen aufgeteilt, zwischen denen mittels Spezialzeichen zur Buchstaben-Ziffernumschaltung gewechselt wird. Da die beiden Umschaltzeichen sowie Wagenrücklauf und Zeilenvorschub auf beiden Ebenen Gültigkeit besitzen, beträgt die Höchstzahl übertragbarer Zeichen 56, von denen einige allerdings im ITA2 nicht belegt sind. Die Funktion wurde üblicherweise mit folgendem Testsatz überprüft, in dem jedes verwendbare Zeichen mindestens einmal vertreten ist: the quick brown fox jumps over the lazy dog 1234567890. Da es keine Großbuchstaben gibt, wurden römische Zahlen mit Zusätzen versehen, z. B. „roem iv“ für „IV“.
Übertragen wird üblicherweise mit 50 Baud; es existieren jedoch auch Geräte mit 75 (siehe Bild) und 100 Baud Übertragungsgeschwindigkeit. Das verwendete Zeichenformat besteht bei Verwendung eines 5-Bit-Code aus 1 Startbit, 5 Codebits und 1½ Stoppbits. Dadurch konnte im Telex-Netz, aufgrund der gebräuchlichen 50 Baud, eine Übertragungsrate von 6,67 Zeichen pro Sekunde erreicht werden. Dies entspricht 400 Anschläge pro Minute. Für geübte Schreiber mit dem Zehnfingersystem kann das Schreiben auf einem mechanischen Fernschreiber gewöhnungsbedürftig sein, da die Tastatur beim Senden eines Zeichens mechanisch gesperrt
ist und sich die nächste Taste erst nach dem Senden des letzten Zeichens drücken lässt. Einige mechanische Fernschreibmaschinen (z. B. Siemens T100s, Lorenz Lo133 Automatik)
verfügen über einen mechanischen FIFO-Puffer zwischen Tastatur und Sender, welcher das flüssige Tippen erleichtert sowie die Umschaltzeichen für Buchstaben und Ziffern
automatisch erzeugt.
Die Geschwindigkeit eines mechanischen Fernschreibers wird üblicherweise durch Fliehkraftregler am Motor geregelt, welcher üblicherweise mit einer Stimmgabel nach dem Stroboskopprinzip eingestellt wird.
Die Anbindung mechanischer Fernschreiber geschieht mittels einer 40-mA-Stromschleife. Die logische 1 („Ruhelage“) wird von der geschlossenen Schleife repräsentiert, die logische 0 („Zeichenlage“) durch den unterbrochenen Stromkreis.
Später gebaute elektronische Fernschreibmaschinen (z. B. HAL DS-3100 ASR) verfügen teilweise über andere Schnittstellen wie RS232, 20-mA-Stromschleife oder ein direkt eingebautes Modem.
Von dem rhythmisch tickenden Geräusch beim Arbeiten eines Fernschreibers leitet sich die Redewendung „eine Nachricht läuft über den Ticker“ her.

## Fernschreibnetze
1938 wurde ein behördliches Fernschreibnetz in Hamburg von der Firma Siemens & Halske installiert. Bis 2007 bestand in Deutschland das Telex-Netz der Deutschen Telekom. Bis zur Einstellung des Telegrammdienstes bestand darüber hinaus das Gentex-Netz, das technisch wie das Telex-Netz funktionierte, aber von diesem bis auf einen Netzübergang (Gateway) zum Telex-Netz getrennt war. Danach waren Telex-Anschlüsse in Deutschland einige Zeit durch die Firma Swisstelex beziehbar. Die Geschäftstätigkeiten der SwissTelex AG wurden per Ende 2020 beendet. Seit 2012 gibt es das nicht-kommerzielle i-Telex-Netz, welches mittlerweile das weltweit größte Fernschreibnetz darstellt.

### Bundeswehr
Die Bundeswehr benutzte bis zum Jahr 1986 das sogenannte Bundeswehrgrundnetz (GSVBw = Grundschalt- und Vermittlungsstellen der Bundeswehr) zur militärischen Nachrichtenübermittlung. Dabei handelte es sich um ein vermaschtes Sternnetz, welches über Leit-, Knoten- und Endvermittlungen arbeitete und bei Ausfall einer dieser Komponenten ersatzweise andere Vermittlungswege im Netz benutzte (Ausfallsicherheit und Verfügbarkeit wurden so gewährleistet, ein gedanklicher Vorgänger des Internet).
In den 1970er Jahren setzte die Bundeswehr vor allem den Fernschreiber T100 ein, der bis in die 1990er Jahre verwendet wurde und zumeist (zur Materialschonung) auf eine Geschwindigkeit von 50 Baud gedrosselt war. Eine Normseite mit 1800 Zeichen benötigte somit fast 5 Minuten Übertragungszeit. Um Zeit zu sparen, wurden Abkürzungen verwendet, wie z. B. Q- und Z-Codes, die in der Vorschrift ACP 131 festgelegt sind. Die Versendung von Bundeswehr-Fernschreiben wurde bis in die 1980er Jahre noch in Handvermittlung durchgeführt: "int zaf rgfsac k" („Können Sie mich mit der Fernschreibstelle mit dem Routing rgfsac verbinden, bitte kommen“), "zaf rgfsac" („Ich verbinde mit der Fernschreibstelle rgfsac“), "de rgfsac qrv k" („Hier ist die Fernschreibstelle rgfsac, wir sind empfangsbereit, bitte kommen“).
Fernschreiben konnten entweder „offen“ sein oder aber „VS – nur für den Dienstgebrauch“, „vertraulich“, „geheim“ oder „streng geheim“. Für letztere mussten Verschlüsselungsgeräte wie die Lorenz-Schlüsselmaschine („Lorenz-Mischer“), das Elcrotel oder das NATO-Gerät KW7 eingesetzt werden.
1986 wurde dieses Netz durch das AFDNBw (Automatisiertes Fernschreib- und Datenübertragungsnetz der Bundeswehr) ersetzt, in dem immer noch die alten Fernschreib- und Schlüsselgeräte benutzt werden konnten.
Im Rahmen des Kooperationsvertrages Herkules wurde – als einer von vielen Vertragspunkten – auch die gesamte nicht-militärische IT der Bundeswehr erneuert. Dies führte u. a. dazu, dass am 30. November 2006 das gesamte AFDNBw abgeschaltet und durch das neue System MMHSBw (Military Message Handling System der Bundeswehr) ersetzt wurde.
Dieses System stellt unter anderem insofern eine Vereinfachung des Nachrichtenverkehrs dar, als der Mitarbeiter in einer Fernschreibstelle keine aufwendige und fachspezifische Ausbildung mehr durchlaufen muss. Das neue System basiert auf einem modifizierten Microsoft Outlook-Client. Dieser entspricht zum großen Teil dem E-Mail-Programm Microsoft Outlook, ist allerdings um einige militärische Spezifikationen erweitert. So können u. a. militärische Vorrangstufen (wichtig in Bezug auf die maximale Laufzeit einer Meldung vom Absender zum Empfänger) und militärische Geheimhaltungsgrade eingegeben werden. Darüber hinaus können durch entsprechende Plug-ins militärische Nachrichten verschlüsselt und mittels PKI-Karten (Public Key Infrastructure) auch signiert werden.

### Sonstige Netze
Neben drahtgebundenen Fernschreibnetzen (Telex) existieren weltweit noch zahlreiche Funkfernschreibnetze, die Nachrichten per Funk z. B. über Kurzwelle austauschen. Die Bezeichnung dieser Dienste hierfür lautet Radio Teletype, kurz RTTY.
Das öffentliche Telexnetz der Deutschen Bundespost und heutigen Deutschen Telekom war bis in die 1990er Jahre als ein eigenständiges Netz mit eigenen Vermittlungsstellen im Betrieb. Die Verbindungen zum Nachrichtenaustausch mit den Telexpartnern konnten mittels eines Wählzusatzgerätes anhand ihrer öffentlichen Telexnummer wie bei einem Telefon direkt über eine automatische Wähleinrichtung hergestellt werden. Dieses Netz war in das internationale Fernschreibnetz eingebunden.
Heute gibt es kaum noch reine Fernschreib- oder Telexnetze und Vermittlungsstellen. Die meisten Fernschreibnetze sind über Gateways in weitere Nachrichten- oder Datennetze eingebunden und können teilweise in diesen Systemen als Zusatzdienst betrieben werden.
Fernschreiber können auch im Direktbetrieb fest als Gegenstellen miteinander verbunden sein.
Von Sammlern wurde das i-Telexnetz ins Leben gerufen. Somit ist es möglich, zwei Telexendgeräte nach dem TW39-Standard, ED1000 oder V.21 mittels TCP/IP, z. B. über das Internet zu verbinden. Es handelt sich um ein offenes Netz.

### Fernschreibnetze in der DDR

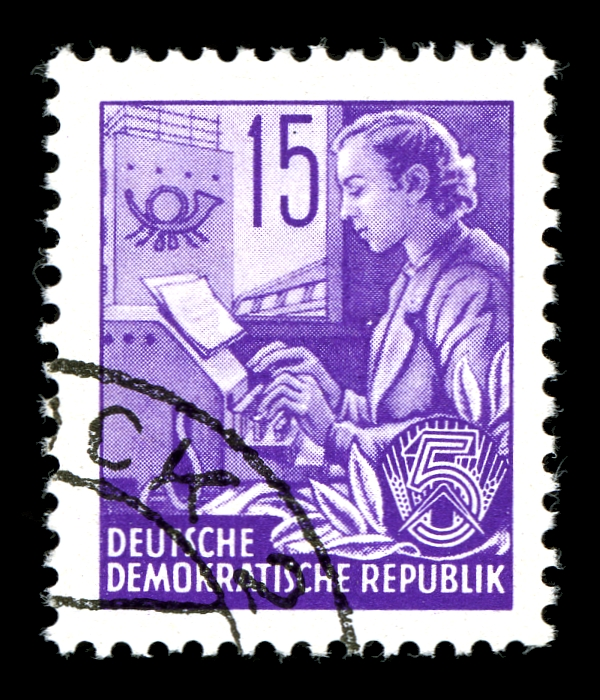
Briefmarke der DDR 1953, Frau am Fernschreiber, aus Fünfjahrplan (Briefmarkenserie)

In der DDR existierten mehrere automatische Fernschreibnetze im Selbstwählbetrieb nebeneinander:
- öffentliches Fernschreibnetz der Deutschen Post für Betriebe
- BAFESA-Netz der Deutschen Reichsbahn (BAhn-FErnschreib-SelbstanschlussAnlage)
- S1-Netz für Behörden und staatliche Dienststellen

und weitere nicht öffentliche Netze der NVA, des Ministeriums des Inneren (MdI), des Ministeriums für Staatssicherheit sowie des Warschauer Pakts.
Entsprechend der Wichtigkeit eines Fernschreibanschlusses war auch die Nutzung eines anderen Fernschreibnetzes durch netzfremde Teilnehmer direkt und indirekt möglich.

## Weiterentwicklungen
Durch den Einsatz von Elektronik und Software sind die aufwendigen Wartungen und Einstellungen an den mechanischen Bauteilen eines Fernschreibers und an dem Fernschreibnetz weitgehend entfallen.
Der klassische mechanische Fernschreiber ist heute vielfach durch ein Fernschreib-E-Mail-Gateway oder durch einen PC mit Drucker und Spezialhardware zum Anschluss an den vorhandenen Fernschreibanschluss oder für eine Funkstation ersetzt worden.
So ist für die PC-Software WinTelex32 dial von der Swisscom keine eigene Telexleitung mehr erforderlich. Die Verbindung zur Telexvermittlung geschieht über das öffentliche Telefonnetz. WinTelex32 TCP/IP wiederum stellt über das öffentliche Internet die Verbindung zur Telexvermittlung her, wobei die normale Telexnummer erhalten bleibt. Die Authentifizierung der Teilnehmer erfolgt mit X.509-Zertifikaten (mit 512-bit-Schlüsseln), wobei die Kommunikation über das Internet mit einem 128-bit-Schlüssel gesichert wird.
Trotzdem haben Faxgeräte, Mailboxsysteme und Internet das Fernschreiben als Hauptkommunikationsverfahren für Texte und Daten Ende der 1990er Jahre praktisch abgelöst.

## Vorteile des Fernschreibens
Im Unterschied zum Morsen kann die Nachricht beim Empfang sofort oder später als Klartext gelesen sowie bei Bedarf automatisch weiterverarbeitet werden. Weiterhin ist auch die automatische Ver- und Entschlüsselung von codierten Fernschreiben durch entsprechende Geräte mit Lochstreifen möglich.
Die verwendeten Nachrichtenkanäle müssen nicht ständig manuell auf ankommende Nachrichten überwacht werden. So kann auch der Fernschreibbetrieb bei Bedarf weitgehend automatisiert erfolgen und eine vorbereitete Nachricht automatisch zu einem bestimmten Zeitpunkt mittels Lochstreifenlesers versendet werden. Damit kann eine hohe Effizienz bei der Ausnutzung des Nachrichtenkanals erreicht werden.
Der Fernschreiber kann über ein Spezialmodem direkt an eine bestehende V.31-Schnittstelle zur Datenübertragung angeschlossen werden. Auch lassen sich automatische Messstationen oder Fernwirkeinrichtungen einfach an einen bestehenden Fernschreibanschluss anbinden sowie Daten und Befehle als „Fernschreiben“ versenden.
Der größte Vorteil des Fernschreibens ist auch heute noch die einfache und sichere Art der automatischen Text- und Datenübermittlung über beliebige Übertragungsmedien wie beispielsweise Funk und Datennetze sowie als Wechselstromtelegrafie über bestehende Telefonleitungen. Heute wird der Fernschreibdienst häufig über bereits bestehende Datenverbindungen mittels Umsetzer bzw. Konverter als Gastsystem oder durch Gateways in andere Netze oder über Funk abgewickelt.

## Wechselstromtelegrafie
Eine Fernschreibverbindung benötigte im Duplex-Verfahren vier Drähte, eine Telefonverbindung zwei Drähte. Mit Hilfe der sogenannten Wechselstromtelegrafie (WT) wurden aus einer Zweidraht-Telefonverbindung Frequenzbänder herausgeschnitten, die für die Stimmübertragung nicht benötigt wurden, und zur Übertragung der Fernschreiber-Signale verwendet. Das erste Gerät dieser Art war das Siemens-Wechselstromtelegrafiegerät FM WT 1 M. Spätere Geräte waren leistungsfähiger, mit ihnen konnten durch die Mehrfachausnutzung eines vorhandenen Fernsprechkanals mehrere Sprech- und Fernschreibkanäle unabhängig voneinander und gleichzeitig betrieben werden. Üblich ist bei diesen Verfahren die Frequenzmodulation der einzelnen Fernschreib- und Fernsprechkanäle. Die Trägerfrequenzen werden mit dem Nachrichteninhalt moduliert und gemeinsam auf einer Leitung übertragen und an deren Ende wieder getrennt demoduliert. Ein Fernsprechkanal kann so bis zu 24 Telexkanäle mit einer Telegrafiergeschwindigkeit von bis zu 50 Baud aufnehmen. Bei höheren Telegrafiergeschwindigkeiten sind entsprechend weniger Telegrafiekanäle auf Grund der begrenzten Bandbreite des Trägerkanals möglich.
Bei der Begrenzung der Bandbreite eines Fernsprechkanals und der Telegrafiergeschwindigkeit ist ein gleichzeitiger unabhängiger Betrieb von beiden Betriebsarten auf einem Fernsprechkanal mit dem Wechselstromtelegrafiegerät der NVA MWT 1/2 möglich.

## Gateway-Systeme für Fernschreiben
Die Gateway-Systeme für Fernschreiber-E-Mail gestatten häufig den Datenaustausch von reinen Textnachrichten in beide Richtungen. Bei diesen Systemen kann zum Beispiel jedem Fernschreibanschluss im Gateway einfach eine eigene E-Mail-Adresse zugeordnet werden. Die Nachrichten selbst werden im Gateway als System-Mail-Nachricht umgesetzt und können so über Mailboxsysteme oder direkt über das Internet als E-Mail von den Empfängern empfangen werden. Beim Empfang einer E-Mail im Textformat übernimmt das E-Mail-Gateway die Textnachricht und setzt diese als Fernschreiben um. Die Adressierung und die automatische Weiterleitung (Routing) an den gewünschten Nachrichtenempfänger erfolgt über bestimmte, durch das Gateway festgelegte Telexadressen und mit Adressregeln beim Versand der Nachricht mit dem Fernschreiber oder von der Gegenstelle. Häufig beinhaltet die Adresse des Gateways zusätzlich zur eigenen noch die Telex-Adresse des Empfängers. Anhand dieser ist die direkte automatische Zuordnung und Weiterleitung (Routing) der Nachricht an mehrere gewünschte Telex-Empfänger durch das Gateway automatisch möglich.

## Funkfernschreiben für Seewetterberichte
Die bekannteste Anwendung von Funkfernschreiben in der Seefahrt sind die Seewetterberichte, die auch heute noch über Funk regelmäßig an die Schiffsbesatzungen versendet werden. Dieser Service wird auch vom Deutschen Wetterdienst bereitgestellt.

## Fernschreiben im Amateurfunk
Im Amateurfunk wurden (und werden teilweise heute noch) ausgemusterte Fernschreibgeräte üblicher Bauart und Verwendung für das Hobby RTTY eingesetzt. Streifenschreiber waren und sind beliebt, weil bei diesen Geräten ein Verlust des Befehls „Zeilenschaltung“ keine Auswirkung auf die Lesbarkeit der Nachricht hat (Zeilen können nicht überschrieben werden). Funkamateure verwenden weltweit eine Übertragungsrate von 45,45 Baud (im Gegensatz zu professionellen Diensten mit 50/75/100 Baud), bei denen Tonfrequenzen je nach Zeichenpolarität „umgetastet“ werden (Frequenzumtastung). Diese Frequenzen lassen sich dann auf die Zielfrequenz umsetzen (z. B. mittels SSB) und aussenden.
Später wurden für den Fernschreibverkehr Personal Computer (PCs) eingesetzt, die über ein Modem und mit der Soundkarte des Computers die erforderlichen Tonsignale erzeugten und beim Empfang auswerteten. Die dazu notwendigen Programme beherrschten oft auch weitere Betriebsarten wie Fax, HELL und Morsetelegrafie.
Moderne Sendeempfänger (englisch Transceiver), beispielsweise das Modell IC‑7300 des japanischen Herstellers Icom, beherrschen unter anderem auch die Betriebsart RTTY, ohne dass weitere Geräte wie etwa ein PC vonnöten wären. Ein in den Sendeempfänger eingebauter Decoder wandelt das empfangene RRTY-Signal um, das auf dem Bildschirm (Farb-TFT-Display) als Textnachricht dargestellt wird. Umgekehrt können eingegebene Texte normgerecht als RTTY-Signale gesendet werden.

## Der Nachfolgerdienst Teletex
In der Bundesrepublik Deutschland wurde Anfang der 1980er Jahre versucht, den Dienst Teletex (nicht zu verwechseln mit Teletext, in Deutschland Videotext genannt) als attraktiveren Nachfolger des Telex-Dienstes einzuführen. In der heutigen Praxis hat die E-Mail auch diese Technik abgelöst.

## Fernschreiber und Computer
Fernschreiber stellen prinzipiell seriell arbeitende, digitale Ein- und Ausgabegeräte dar. Folgerichtig wurden sie in großem Umfang als Computer-Peripheriegeräte eingesetzt – zum einen mit ihrem Druckteil als reines Ausgabegerät, zum anderen zusätzlich mit der Tastatur als Terminal zur direkten Steuerung eines Computers. Spuren dieser Verwendung finden sich bis heute, etwa in den Steuerzeichen Carriage Return (CR) und Line Feed (LF). An manchen Universitäten waren noch bis in die 1970er Jahre Fernschreiber zum Erstellen von Programmlochstreifen und Ausdrucken der auf einem Streifenlocher produzierten Ergebnisse im Einsatz.
Als in den 1970er Jahren die ersten Mikrocomputer aufkamen, gab es anfangs kaum Angebote bezahlbarer Drucker. In vielen Firmen oder in Universitäten standen stattdessen Fernschreiber, die über geeignete Schnittstellen als Drucker angeschlossen werden konnten. Die Daten wurden über den Lochstreifen oder über eine vorhandene COM-Schnittstelle z. B. RS-232 und mit Hilfe eines speziellen Anschlussgerätes ausgetauscht. Das alles galt auch für frühe Heimcomputer (vor ca. 1980), wo man vor allem relativ preiswert gebraucht erhältliche Fernschreiber einsetzte.
Der ASCII-Code wurde ab den 1960er Jahren für Fernschreiber entwickelt und wird auch heute noch für Computer verwendet.
Bei unixartigen Betriebssystemen haben die Gerätedateien für serielle Schnittstellen und Pseudoterminals weiterhin die Namen ttyS* und tty*.
Auch die serielle Datenübertragung beim Fernschreiben ist bis in die heutige Zeit unverändert in Verwendung (siehe u. a. TTY-Schnittstelle).